# Veronica tetragona
Veronica tetragona är en grobladsväxtart. Veronica tetragona ingår i släktet veronikor, och familjen grobladsväxter.

## Underarter
Arten delas in i följande underarter:
- V. t. subsimilis
- V. t. tetragona